# Moraleja de Enmedio
Moraleja de Enmedio es un municipio y localidad española al suroeste de la Comunidad de Madrid. Cuenta con una población de 5576 habitantes (INE 2024).

## Geografía

### Ubicación
La localidad de Moraleja de Enmedio tiene una extensión de 3087,34 hectáreas y una altura sobre el nivel del mar de 670 metros, con un relieve suavemente ondulado. Limita con los municipios de Móstoles, Fuenlabrada, Humanes de Madrid, Arroyomolinos, Navalcarnero, Batres, Serranillos del Valle y Griñón.
| Noroeste: Móstoles                 | Norte: Móstoles                    | Noreste: Fuenlabrada    |
| Oeste: Arroyomolinos, Navalcarnero |                                    | Este: Humanes de Madrid |
| Suroeste: Batres                   | Sur: Batres, Serranillos del Valle | Sureste: Griñon         |

### Suelo y clima
Transcurriendo de norte a sur del territorio moralejeño, se encuentra el río Guadarrama. De esta manera, se produce una inclinación de la topografía típica de la zona de grandes depósitos de terraza en la que se encuentra. Se conoce como "Facies de Madrid", compuesta por feldespatos y arcosas resultado del desmantelamientos de los relieves metamórficos y graníticos del sistema central 
El clima del municipio es mediterráneo continental templado, meso mediterráneo. La temperatura media anual es de 14,1 °C, con valores medios entre los 24,7 °C de julio y los 5,6 °C de enero. La pluviometría media anual es de 442,8mm, el 62% del total de lluvia se recoge de noviembre a mayo.

## Historia
Existía ya en el siglo XII, fecha en que se menciona su existencia en un documento sobre pleitos territoriales de la ciudad de Segovia. En este se habla de dos localidades vecinas, actualmente despobladas, llamadas Moraleja La Mayor y Moraleja de Los Buyeros, que explican el apellido 'de Enmedio'. Bajo jurisdicción, primero, de Segovia y después de Toledo, en 1757 pasa a pertenecer definitivamente a la provincia de Madrid.
Conocida por ser la localidad en la que se rodaba la conocida serie de televisión Aquí no hay quien viva, y estar en ella la mayoría de sus decorados, dentro del complejo de estudios propiedad de José Luis Moreno. Desde 2007, en la periferia de esta localidad, se sitúan los decorados y los estudios donde se rueda la serie de televisión La que se avecina.

## Demografía
Cuenta con una población de 5576 habitantes (INE 2024).
| Gráfica de evolución demográfica de Moraleja de Enmedio entre 1842 y 2021 |
| |
| Población de derecho según los censos de población del INE Población de hecho según los censos de población del INEEn este censo se denominaba Moraleja del Medio y La Mayor: 1842 En estos censos se denominaba Moraleja de en Medio: 1897, 1900, 1910, 1920, 1930, 1940, 1950 y 1960 |

## Transporte
La carretera principal que atraviesa el municipio es la M-413 que permite la conexión por el oeste con la localidad de Arroyomolinos y autovía A5, AP14 y R5,y por el este con Humanes, Fuenlabrada y las carreteras M-407 y M-506.
En Moraleja de Enmedio prestan servicio 5 líneas de autobús interurbanas:
| Línea | Recorrido                                                               |
| ----- | ----------------------------------------------------------------------- |
| 495   | Madrid (Príncipe Pío) - Arroyomolinos - Moraleja de Enmedio             |
| 496   | Fuenlabrada (Hospital) - Moraleja de Enmedio - Arroyomolinos (Xanadú)   |
| 497   | Leganés - Moraleja de Enmedio - Las Colinas                             |
| 498   | Móstoles (estación) - Arroyomolinos - Moraleja de Enmedio - Fuenlabrada |
| N808  | Madrid (Príncipe Pío) - Arroyomolinos / Moraleja de Enmedio             |

Todas las líneas son operadas por Martín S.A.

## Servicios

### Educación
Moraleja de Enmedio cuenta con una Escuela Pública Infantil- Casa de Niños llamada Érase una vez. También un colegio público de educación infantil y primaria, Santa Teresa, que se inauguró en 1997 y ha tenido diversas ampliaciones. Cerca de éste, se encuentra el instituto de educación secundaria delegación del IES África de Fuenlabrada.

### Sanidad
Existe un consultorio local en el municipio de Moraleja de Enmedio, cuenta con tres médicos de familia, un pediatra, tres enfermeras y una auxiliar de enfermería como profesionales sanitarios, además de tres auxiliares administrativos. Este consultorio tiene como centro de salud cabecera el de la localidad vecina Humanes de Madrid. 
Moraleja de Enmedio cuenta con una base del servicio de urgencias y emergencias extrahospitalario SUMMA 112.

## Cultura
Moraleja de Enmedio cuenta con diversas infraestructuras relacionadas con la cultura y el deporte, ofertando diferente actividades y ampliando la oferta de ocio de la localidad. Se encuentran:
- Centro Cultura El Cerro: cuenta con una sala de exposiciones, un auditorio, diferentes salas para el desarrollo de las reuniones de las asociaciones culturales y, también, alberga la biblioteca y ludoteca.
- Biblioteca Municipal: forma parte del catálogo regional de la Comunidad de Madrid. En 2018 y 2022 fue galardonada con el premio María Moliner de animación a la lectura. Además, la localidad está incluida en el recorrido del bibliobús de la Comunidad de Madrid.
- Espacio Joven: inaugurado en febrero de 2023 con el objetivo de ser un lugar de socialización, aprendizaje y recreación para los adolescentes moralejeños.
- Museo de Antigüedades: es gestionado y atendido por la Asociación de Vecinos y Vecinas de Moraleja de Enmedio. Constituye un espacio de encuentro para los habitantes donde compartir y aprender de los objetos, utensilios y enseres que se han venido utilizando a lo largo de los años. Los vecinos de la localidad han ido aportando reliquias familiares o elementos curiosos que amplían el saber y refrescan los recuerdos de las personas que lo visitan.
- Pabellón deportivo municipal. Instalaciones que acogen diferentes clubs deportivos como el de baloncesto, gimnasia rítmica o kárate, entre otros.
- Centro acuático y deportivo "El Galeón": gestionado por una empresa privada, cuenta con piscina climatizada y diversos espacios para la práctica de ejercicio físico.
- Complejo deportivo "La Dehesa". Cuenta con un campo de fútbol con césped artificial y diversas pistas de tenis.